# Berihu Aregawi
Berihu Aregawi, född 28 februari 2001, är en etiopisk friidrottare som tävlar i långdistanslöpning.

## Karriär
Aregawi tog silver vid världsmästerskapen i terränglöpning både 2023 och 2024. Vid OS 2024 tog han silver på 10 000 meter.